# S & M Motor Company
S & M Motor Company war ein US-amerikanischer Hersteller von Automobilen.

## Unternehmensgeschichte
Edward E. Stroebel und Walter C. Martin gründeten 1912 das Unternehmen in Detroit in Michigan. Als Konstrukteur beschäftigten sie R. C. Aland. Die Produktion von Automobilen war zwar bereits für September 1912 angekündigt, startete aber erst 1913. Der Markenname lautete S & M. Im gleichen Jahr endete die Produktion. Im Januar 1914 folgte der Bankrott. Insgesamt entstanden etwa 40 Fahrzeuge.
George Benham übernahm 1914 die Reste des Unternehmens und gründete die Benham Manufacturing Company.

## Fahrzeuge
Im Angebot stand nur das Model 48. Es hatte einen Sechszylindermotor von der Continental Motors Company. 95,25 mm Bohrung und 133,35 mm Hub ergaben 5701 cm³ Hubraum. Die Motorleistung war mit 48 PS angegeben. Das Fahrgestell hatte 330 cm Radstand. Zur Wahl standen fünf- und siebensitzige Tourenwagen, zwei- und viersitziger Roadster und eine siebensitzige Limousine.